# TERA: Rising
The Exiled Realm of Arborea (abreujat a TERA: Rising) o TERA: True Action Combat és un videojoc de rol massiu gratuït ambientat en un món obert de fantasia.
La manera de jugar del TERA consisteix que l'atac no és automàtic sinó que el jugador necessita encarar l'atac de manera adequada per fer tot el dany. Això implica que el dany no depén tant de la probabilitat.
La visió és en tercera persona. L'aparença del personatge és personalitzable. Hi ha activitats que es poden aprendre (com picar pedra). Les races del joc són: Humanos, Castanic, Aman, Popori, Elin, Baraka i Alto Elfo. Les classes del joc són: Berserker (els seus atacs són potents i lents), Lancer (bloquegen amb l'escut), Warriors (esquiven els atacs), Healer (manualment apunten a qui curen), asesinos, magos, arqueros, sacerdotes o místicos. Hi ha animals voladors que podran ser muntats.